# Matthew Deane, 3. Baronet
Sir Matthew Deane, 3. Baronet (* um 1680; † 11. März 1747) war ein irischer Adliger und Politiker.

## Leben
Matthew Deane war der einzige Sohn von Sir Robert Deane, 2. Baronet, aus dessen Ehe mit Anne Bettridge. Beim Tod seines Vaters erbte er 1714 dessen Adelstitel Baronet, of Muskerry in the County of Cork seines Vaters.
Deane gehörte mehrmals dem Irish House of Commons an. Von 1713 bis 1715 als Abgeordneter für Charleville und von 1728 bis zu seinem Tod für das County Cork. Im Jahr 1714 amtierte er als High Sheriff für das County Cork.
Deane war mit Jane Sharpe verheiratet. Aus der Ehe gingen drei Söhne und drei Töchter hervor. Seine Söhne Matthew und Robert folgtem ihm nicht nur nacheinander als Baronet nach, sondern wurden ebenfalls als Unterhausabgeordnete aktiv.